# 마크 호언슈어
마크 호언슈어(Marc Hornschuh, 1991년 3월 2일, 노르트라인베스트팔렌주 도르트문트 ~)는 독일의 축구 선수로, 현재 스위스 슈퍼리그의 FC 취리히 소속이다.